# Elkader
Elkader er en amerikansk by og administrativt centrum for det amerikanske county Clayton County, i staten Iowa. I 2000 havde byen et indbyggertal på 1.440.

## Ekstern henvisning
- Elkaders hjemmeside Arkiveret 12. oktober 2007 hos  Wayback Machine (engelsk)

42°51′21″N 91°24′11″V / 42.85583°N 91.40306°V